# Sly Cooper and the Thievius Raccoonus
Sly Cooper and the Thievius Raccoonus er et spil til Playstation 2 lavet af spillefirmaet Sucker Punch.

## Handling
Lige siden de første mennesker har levet, har familien Cooper altid været der, en tyvefamilie af vaskebjørne der lige siden den første Cooper har stjålet fra andre tyve, og har forfinet deres tyvefærdigheder op gennem årene, og lavet deres egne specielle tyveteknikker, til brug for at stjæle, hvad der indbefatter at lande på spidse genstande, løbe på line, stjæle fra folks lommer uden de mærker en, blive usynlig, guide til forklædning, vejledninger og meget, meget mere. Alle disse ting er lige siden den første Cooper blevet skrevet ned i en bog til eftertiden, kaldt Thievius Raccoonus, så alle fremtidige Coopere kan lære dem, og blive en stor tyv, og selv lave sine egne tricks og skrive dem ned. Gennem tiden med Cooperfamilien, har der også været en stok, en lang pind, med en speciel udformning som også går i arv fra Cooper til Cooper og bliver brugt til at slå folk ud med, og stjæle ting fra andre folks lommer.
Sly Cooper er en lille vaskebjørn, og er den næste i rækken til at føre Cooper navnet videre. På sin 8 års fødselsdag, får Sly overrakt den store bog af sin far Corner Cooper, og begynder flittigt at læse i den. Bedst som Sly er mest optaget af bogen, skal dette dog snart få en ende. En dag bryder en bande ved navn De Farlige Fem, ledet af deres leder Clockwerk, en robotørn der er ude efter at dræbe Slys far, og stjæle deres store tyvebog, ind i Slys hus. Sly tager hans fars familiestok og gemmer sig i et kosteskab, mens Slys far prøver at forsvare sig, men bliver dræbt i forsøget på at standse dem, mens Sly kun kan se til, ud fra kosteskabets dør, der står på klem. Banden finder et pengeskab, som de bryder op, hvor de finder  Thivius Raccoonus, og derpå river bogens sider ud, og deler dem mellem bandemedlemmerne, der består af Raligh, Muggshot, Mizz Ruby, Panda King og Clockwerk.
Efter dette, ryger Sly på børnehjem, men dette skal vise sig at være sin fordel, for det er her at Sly finder sine bedste venner for livet, Bentley skildpadden, og Murray flodhesten, de blev bedste venner. De tre finder ud af at sammen kan de udrette store ting, som små børn udførte de små kup, såsom at stjæle kagedåser. Som årene går, og de bliver ældre, udvikler deres evner sig, og de udfører større kup, såsom at stjæle museumsgenstande, penge fra banker og lign. Sly er tyven der gør tingene, Bentley er hjernen, og Murray kører bilen og henter også ting. Sly har genskabt Cooperklanens næste bande. Siden den dag Thievius Raccoonus blev stjålet, har han altid villet stjæle den tilbage, og nu kunne det ske.
Først stjæler Sly en politidokument fra politibureauet kaldet Interpol, der indeholder oplysninger om hvor medlemmerne er fra de farlige fem, så de kan stjæle bogens sider tilbage igen. Dog bliver Sly opdaget af en Carmelita, en politikvinde som Sly har stødt ind i før, og som han er brændt lidt varm på. Han formår at undslippe sammen med de andre to, og så sætter de sejl mod det første medlem, Sir Raligh.
Sir Raleigh er en frø der lever af at være pirat. Han bor på sit skib, hvor han har en stormmaskine, der får alt omkring hans skib til at komme ud i en stor storm. Efter Sly bander sig vej til ham, og får ham nedkæmpet, får han kapitlet om Hans familiemedlem Riorichi coopers, Nija spiral landing, der gør det muligt at lande, og sidde på spidse genstande.
Det næste bandemedlem er Muggshot, en stor bulldog der voksede op gennem en barndom af mobning. Inspireret af gangsterfilm, trænede han i evigheder og blev til sidst uovervindelig stærk, så vendte han tilbage og bankede dem der mobbede ham. Derefter gik han ind i de farlige fem, og overtog byen Messa City. Undervejs i hans forsøg på at komme op til Muggshot, møder Sly, Carmelita, som har sporet ham, for at fange ham, dog får Sly Carmelita op på en luftballon, og får den til at flyve væk. Efter sly slog Muggshot, tog han kapitlet om hans forfader "Tennese Kid Cooper som har lavet evnen til at gå/løbe på line og snore, samt glide på liner og togskinner.
Dybt inde de mosede jungler i Haiti finder vi det tredje medlem af de farlige fem, Miss Ruby, en krokodille der har evnerne til at udøve voodoo. Efter Slys kamp med Miss Ruby på voodoo, tager Sly kapitlet fra hende om hans meget gamle forfader, Slytokamen den anden, som udviklede en teknik til at blive usynlig på.
Panda King er det femte medlem for "de farlige fem", og er vokset op med en stor passion for at lave fyrværkeri. Men han blev afvist af adelsmænd og lign. fordi hans fyrværkeri ikke var godt nok. Med tiden voksede hadet i Panda King, og gennem årene forfiner han sine fyrværkerievner, og vender derefter tilbage for at tage en grusom hævn over dem der afviste ham. Undervejs for at komme til Panda King, løber Sly endnu en gang ind i Carmelita, men undslipper. Da Sly skal konfronterer ham, viser Panda King ham, at han har lært en ny evne, at kaste med ild ud af hænderne. En teknik kaldet "Flame Fu. Efter Sly vinder over Panda King, fortæller Bentley, at ved at undersøge Panda Kings udstyr, kan det kun siges, at hans materialer kun kan laves ved en vulkan i Rusland, og det er der det sidste medlem befinder sig, Clockwerk. Dog inden, tager Sly kapitlet fra bogen fra Panda King. Kapitlet er om Slys familiemedlem, Otto Van Cooper, Jæger Pilot, Mekaniker og som en hver anden Cooper nemlig 'tyv'. Han har opfundet ´mange ting, som familien brugte lige siden. Efter dette bruger de et designe fra Otto van Cooper, og sætter en kanon på deres bil, designet af Otto van Cooper.
På deres vej til Det sidste medlem, bemærker Sly noget sært. I alle billederne i "Thievius Raccoonus" er der i baggrunden af billederne, en stor fugleformet skygge, og det ligner Clockwerk, men da alle billederne er over, fx hundrede år gamle, kan det ikke passe, eller hvad?.
Da de ankommer til vulkanen, indser de at hurtigt, at dette bliver svært. For det første er informationer om Clockwerk uklare, og at Clockwerk har bygget en stor statue af sig selv, hvorfor han har bygget den ved ingen. Først er de nødt til at køre mod indgangen der er bevogtet af miner, robotfugle, rullende sten. Efter dette kommer Murray ind med sin bil, og bekæmper nogle lavamonstre for at komme videre. Da Sly er i gang med at bane sig vej til Clockwerks statue, finder han ud af at Clockwerk har fanget Carmelita, og Sly prøver at befri hende. I det sekund han skal til at smadre Carmelitas celle, kommer der gas ud i rummet, og Sly besvimer. En masse computere tænder, og Clockwerk kommer frem på dem, og griner af dem. Bentley får hacket en computer, og befrier Sly fra gassen. Sly befrier Carmelita, og de hjælpes ad med at få Sly videre. Carmelita lover at samarbejde, men når Clockwerk er besejret, er de fjender igen, men hun lover at give Sly et 10-sekunders forspring. Carmelita fortæller Sly at hun har efterladt en jetpack, på toppen af Clockwerks statue, som kan bruges til at skyde Clockwerk ned med. Sly prøver at kravle op ad statuen da den synker, men Sly når det alligevel. Sly flyver op, og Clockwerk dukker frem. Sly begynder at tale med Clockwerk. Clockwerk fortæller at alle de billeder med skyggen i baggrunden er ham, i tusindvis af år, har Clockwerk prøvet at være den største mestertyv i verden, men blev altid overskygget af Cooperfamilien, så han dræbte alle i Cooperfamilien. Sly får skudt Clockwerk ned, men han kommer op igen, men Sly får skudt Clockwerk ned igen. Clockwerk sidder så fast, og Sly baner sig vej til Clockwerk og slår hovedet af Clockwerk. Sly tager den sidste del af bogen fra Clockwerks kløer. Carmelita dukker frem, og prøver at arrestere Sly, men Sly kysser Carmelita, så hun bliver forvirret. Da hun får fatningen igen, er hun bundet med håndjern, imens Sly og banden kører væk. I en slutscene ser vi Clockwerks hoved ligge nede i vulkanen, hvor et af øjnene lyser, og viser at Clockwerk ikke er død endnu.

### Episode
| Nr.    | Titel                | Boss           | Sted                       | Jobs | Tid     |
| ------ | -------------------- | -------------- | -------------------------- | ---- | ------- |
| Prolog | Police Headquarters  | Ingen          | Paris, Frankrig            | 1    | 4:20 AM |
| 1      | Tide of Terror       | Sir Raleigh    | Isle of Wrath, Wales       | 8    | —       |
| 2      | Sunset Snake Eyes    | Muggshot       | Mesa City, Utah, USA       | 8    | —       |
| 3      | Vicious Voodoo       | Ms. Ruby       | Haiti                      | 8    | —       |
| 4      | Fire in the Sky      | The Panda King | Kunlun Mountains, Kina     | 8    | —       |
| 5      | A Cold Heart of Hate | Clockwerk      | Krakarov-vulkanen, Rusland | 8    | —       |

## Skuespillere
- Kevin Miller som Sly Cooper
- Matt Olsen som Bentley
- Chris Murphy som Murray
- David Scully som Sir Raleigh
- Kevin Blackton som Muggshot og Panda King
- Presciliana Esparolini som Miss Ruby
- Ross Douglass som Clockwerk
- Roxana Ortega som Inspector Carmelita Fox[a]